# Sangerhof
Sangerhof ist ein Ortsteil der Gemeinde Windeck im Rhein-Sieg-Kreis.

## Lage
Sangerhof liegt südlich der Sieg im Westerwald. Nachbarorte sind Himmeroth im Südosten, Locksiefen im Norden und im Westen der Kirchort Leuscheid.

## Geschichte
Sangerhof ist eine rein landwirtschaftlich orientierte Siedlung. 1910 gab es hier nur die fünf Haushaltungen Ackerer August, Maurer Gerhard und Karl Becker, Ackerin Wwe.Christian Fuhr und den Ackerer Karl Schreiner.